# Amfoteryczność
Amfoteryczność – zdolność związku chemicznego do reakcji z kwasami i zarazem zasadami. Inaczej, jest to zdolność związków chemicznych do bycia w jednych reakcjach kwasami, a w innych zasadami.

## Chemia organiczna

Przykładowy organiczny związek amfoteryczny, alanina, zawiera kwasową grupę karboksylową i zasadową grupę aminową

W chemii organicznej amfoteryczność wykazują amfolity, zawierające w cząsteczce odrębne grupy o charakterze kwasowym i zasadowym, np. aminokwasy białkowe.

## Chemia nieorganiczna
Niemal każdy związek chemiczny jest w jakimś stopniu amfoteryczny. Ze związków nieorganicznych największą amfoteryczność przejawiają połączenia pierwiastków ze środkowych grup układu okresowego. Jest to typowe zachowanie dla wodorotlenków metali o średniej elektroujemności, np. glinu, cynku i berylu, oraz półmetali, np. arsenu i antymonu. Skłonność pierwiastków do tworzenia związków amfoterycznych jest związana ze zdolnością tworzenia przez jego związki w roztworze wodnym zarówno kationów jak i anionów.
Np. jon glinu Al3+ w silnie kwasowych roztworach tworzy sole, np. AlCl3 (przy nadmiarze chlorków tworzy kompleksy), w środowisku słabo kwasowym i obojętnym strąca się słabo rozpuszczalny wodorotlenek Al(OH)3, który w alkalicznym środowisku roztwarza się z wytworzeniem jonów glinianowych, [Al(OH)
4]−
 (tetrahydroksyglinian) i [Al(OH)
6]3−
 (heksahydroksyglinian):
Al3+
 + 3OH−
  ⇄  Al(OH)
3
Al(OH)
3 + OH−
  ⇄  [Al(OH)
4]−

[Al(OH)
4]−
 + 2OH−
  ⇄  [Al(OH)
6]3−

Podobnie roztwarzane w roztworach zasadowych związki cynku tworzą tetrahydroksocynkany [Zn(OH)4]2–, berylu — tetrahydroksoberylany [Be(OH)4]2–, etc.
W przypadku związków pierwiastków o skłonnościach amfoterycznych, a występujących na kilku stopniach utlenienia, kwasowość takich związków rośnie wraz ze stopniem utlenienia:
- tlenki arsenu(III) i antymonu(III) (o wspólnym wzorze ogólnym M2O3) roztwarzają się w silnie kwasowym środowisku z wytworzeniem kationów M3+, w alkalicznym środowisku tworzą się jony arseninowe i antymoninowe o ogólnych wzorach MO3−3 (orto) lub MO2− (meta) – aniony reszt kwasu arsenawego i antymonawego. W przypadku arsenu(V) i antymonu(V) ich związki mają właściwości znacznie bardziej kwasowe – ich wolne kationy M5+ w roztworze praktycznie nie występują – hydrolizują z utworzeniem jonów arsenianowych i antymonianowych, czyli anionów odpowiednich kwasów tlenowych, MO3−4 lub MO3−, podobnych do reszt kwasu ortofosforowego i metafosforowego.
- jony manganu na różnych stopniach utlenienia:
  - Mn(II) i Mn(III) występują praktycznie tylko jako kationy
  - Mn(IV) jest amfoteryczny i może tworzyć kationy Mn4+ oraz aniony manganianowe(IV) MnO2−3
  - Mn(VI) i Mn(VII) tworzą tylko aniony tlenowe, manganiany MnO2−4 i nadmanganiany MnO4− (np. nadmanganian potasu, KMnO4).